# Christoph von Schmid
Christoph von Schmid (Dinkelsbuehl, 15 agosto 1768 – Augusta, 3 settembre 1854) è stato uno scrittore, religioso e educatore tedesco.
Le sue storie, che comprendono molti racconti per bambini, erano molto popolari e sono state tradotte in molte lingue.

## Biografia
Dopo aver studiato teologia, Schmid  fu ordinato prete nel 1791. Poi svolse il suo ministero come assistente in varie parrocchie fino al 1796, quando fu messo a capo di una grande scuola a Thannhausen, dove insegnò per molti anni.
Subito cominciò a scrivere libri per bambini in cui si insegnavano i valori cristiani. La sua prima opera fu una storia della Bibbia per i bambini (1801). La vocazione di scrivere libri per l'infanzia lo accompagnò per tutta la vita ed era solito firmarsi come “l'autore delle Uova di Pasqua”, essendo uno dei suoi racconti più popolari Die Ostereier (Uova di Pasqua, 1816).
Da molti viene considerato il pioniere della letteratura per ragazzi. Scopo originario della sua attività di scrittore era quello di premiare i suoi studenti dopo la scuola, leggendo loro le sue opere.
I suoi scritti sono stati tradotti in 24 lingue. Le sue principali opere sono: Biblische Geschichte für Kinder, Der Weihnachtsabent, Genovena (in italiano Genoveffa, storia degli antichi tempi, o anche Storia di Santa Genoveffa, Signorina del Brabante e Contessa di Sigfridsburg), Ostereier, Das Blumenkörbschen e Erzählungen für Kinder und Kinderfreunde (1823 – 1829). Schmid scrisse anche poesie, sparse qua e là nella sua produzione. La sua autobiografia, Erinnerungen aus meinem Leben, venne pubblicata tra il 1853 e il 1857.
Dal 1816 al 1826 fu parroco a Oberstadion nel Württemberg. Nel 1826, Schmid fu nominato canonico della Cattedrale di Augusta, dove morì di colera all'età di 86 anni.